# 26ª edizione dei Critics' Choice Awards
La cerimonia di premiazione della 26ª edizione dei Critics' Choice Awards, assegnati dalla Broadcast Film Critics Association,  si è tenuta il 7 marzo 2021 sul canale The CW.
Le candidature per la televisione sono state annunciate il 18 gennaio 2021, mentre quelle per il cinema l'8 febbraio.

## Premi per il cinema

### Miglior film
- Nomadland, regia di Chloé Zhao
- Da 5 Bloods - Come fratelli (Da 5 Bloods), regia di Spike Lee
- Ma Rainey's Black Bottom, regia di George C. Wolfe
- Mank, regia di David Fincher
- Minari, regia di Lee Isaac Chung
- Notizie dal mondo (News of the World), regia di Paul Greengrass
- Quella notte a Miami... (One night in Miami...), regia di Regina King
- Una donna promettente (Promising Young Woman), regia di Emerald Fennell
- Sound of Metal, regia di Darius Marder
- Il processo ai Chicago 7 (The Trial of the Chicago 7), regia di Aaron Sorkin

### Miglior attore
- Chadwick Boseman – Ma Rainey's Black Bottom
- Ben Affleck – Tornare a vincere (The Way Back)
- Riz Ahmed – Sound of Metal
- Tom Hanks – Notizie dal mondo (News of the World)
- Anthony Hopkins – The Father - Nulla è come sembra (The Father)
- Delroy Lindo – Da 5 Bloods - Come fratelli (Da 5 Bloods)
- Gary Oldman – Mank
- Steven Yeun – Minari

### Migliore attrice
- Carey Mulligan – Una donna promettente (Promising Young Woman)
- Viola Davis – Ma Rainey's Black Bottom
- Andra Day – Gli Stati Uniti contro Billie Holiday (The United States vs. Billie Holiday)
- Sidney Flanigan – Mai raramente a volte sempre (Never Rarely Sometimes Always)
- Vanessa Kirby – Pieces of a Woman
- Frances McDormand – Nomadland
- Zendaya – Malcolm & Marie

### Miglior attore non protagonista
- Daniel Kaluuya – Judas and the Black Messiah
- Sacha Baron Cohen – Il processo ai Chicago 7 (The Trial of the Chicago 7)
- Chadwick Boseman – Da 5 Bloods - Come fratelli (Da 5 Bloods)
- Bill Murray – On the Rocks
- Leslie Odom Jr. – Quella notte a Miami... (One night in Miami...)
- Paul Raci – Sound of Metal

### Migliore attrice non protagonista
- Maria Bakalova – Borat - Seguito di film cinema (Borat Subsequent Moviefilm: Delivery of Prodigious Bribe to American Regime for Make Benefit Once Glorious Nation of Kazakhstan)
- Ellen Burstyn – Pieces of a Woman
- Glenn Close – Elegia americana (Hillbilly Elegy)
- Olivia Colman – The Father - Nulla è come sembra (The Father)
- Amanda Seyfried – Mank
- Yoon Yeo-jeong – Minari

### Miglior giovane interprete
- Alan Kim – Minari
- Ryder Allen – Palmer
- Ibrahima Gueye – La vita davanti a sé
- Talia Ryder – Mai raramente a volte sempre (Never Rarely Sometimes Always)
- Caoilinn Springall – The Midnight Sky
- Helena Zengel – Notizie dal mondo (News of the World)

### Miglior cast corale
- Il processo ai Chicago 7 (The Trial of the Chicago 7), regia di Aaron Sorkin
- Da 5 Bloods - Come fratelli (Da 5 Bloods), regia di Spike Lee
- Judas and the Black Messiah, regia di Shaka King
- Ma Rainey's Black Bottom, regia di George C. Wolfe
- Minari, regia di Lee Isaac Chung
- Quella notte a Miami... (One night in Miami...), regia di Regina King

### Miglior regista
- Chloé Zhao - Nomadland
- Lee Isaac Chung - Minari
- Emerald Fennell - Una donna promettente (Promising Young Woman)
- David Fincher - Mank
- Spike Lee - Da 5 Bloods - Come fratelli (Da 5 Bloods)
- Regina King - Quella notte a Miami... (One night in Miami...)
- Aaron Sorkin - Il processo ai Chicago 7 (The Trial of the Chicago 7)

### Miglior sceneggiatura originale
- Emerald Fennell - Una donna promettente (Promising Young Woman)
- Lee Isaac Chung - Minari
- Jack Fincher - Mank
- Eliza Hittman – Mai raramente a volte sempre (Never Rarely Sometimes Always)
- Darius Marder e Abraham Marder – Sound of Metal
- Aaron Sorkin - Il processo ai Chicago 7 (The Trial of the Chicago 7)

### Miglior sceneggiatura non originale
- Chloé Zhao - Nomadland
- Paul Greengrass e Luke Davies – Notizie dal mondo (News of the World)
- Kemp Powers – Quella notte a Miami... (One night in Miami...)
- Jonathan Raymond e Kelly Reichardt – First Cow
- Ruben Santiago-Hudson – Ma Rainey's Black Bottom
- Florian Zeller e Christopher Hampton – The Father - Nulla è come sembra (The Father)

### Miglior fotografia
- Joshua James Richards – Nomadland
- Christopher Blauvelt – First Cow
- Erik Messerschmidt – Mank
- Lachlan Milne – Minari
- Newton Thomas Sigel – Da 5 Bloods - Come fratelli (Da 5 Bloods)
- Hoyte van Hoytema – Tenet
- Dariusz Wolski - Notizie dal mondo (News of the World)

### Miglior scenografia
- Donald Graham Burt e Jan Pascale – Mank
- Cristina Casali e Charlotte Dirickx – La vita straordinaria di David Copperfield (The Personal History of David Copperfield)
- David Crank e Elizabeth Keenan – Notizie dal mondo (News of the World)
- Nathan Crowley e Kathy Lucas – Tenet
- Kave Quinn e Stella Fox – Emma.
- Mark Ricker, Karen O’Hara e Diana Stoughton – Ma Rainey's Black Bottom

### Miglior montaggio
- Alan Baumgarten – Il processo ai Chicago 7 (The Trial of the Chicago 7)
- Mikkel E. G. Nielsen – Sound of Metal
- Kirk Baxter – Mank
- Jennifer Lame – Tenet
- Giōrgos Lamprinos – The Father - Nulla è come sembra (The Father)
- Chloé Zhao - Nomadland

### Migliori costumi
- Ann Roth – Ma Rainey's Black Bottom
- Alexandra Byrne – Emma.
- Bina Daigeler – Mulan
- Suzie Harman e Robert Worley – La vita straordinaria di David Copperfield (The Personal History of David Copperfield)
- Nancy Steiner – Una donna promettente (Promising Young Woman)
- Trish Summerville – Mank

### Miglior trucco
- Ma Rainey's Black Bottom
- Emma.
- Elegia americana (Hillbilly Elegy)
- Mank
- Una donna promettente (Promising Young Woman)
- The United States vs. Billie Holiday

### Migliori effetti speciali
- Tenet
- Greyhound - Il nemico invisibile (Greyhound)
- L'uomo invisibile (The Invisible Man)
- The Midnight Sky
- Mulan
- Wonder Woman 1984

### Miglior film commedia
- Palm Springs - Vivi come se non ci fosse un domani (Palm Springs), regia di Max Barbakow
- Borat - Seguito di film cinema (Borat Subsequent Moviefilm: Delivery of Prodigious Bribe to American Regime for Make Benefit Once Glorious Nation of Kazakhstan), regia di Jason Woliner
- The Forty-Year-Old Version, regia di Radha Blank
- Il re di Staten Island (The King of Staten Island), regia di Judd Apatow
- On the Rocks, regia di Sofia Coppola
- The Prom, regia di Ryan Murphy

### Miglior film straniero
- Minari, regia di Lee Isaac Chung (Stati Uniti d'America)
- Un altro giro (Druk), regia di Thomas Vinterberg (Danimarca, Svezia, Paesi Bassi)
- Collective (Colectiv), regia di Alexander Nanau (Romania, Lussemburgo)
- La llorona, regia di Jayro Bustamante (Guatemala, Francia)
- La vita davanti a sé, regia di Edoardo Ponti (Italia)
- Due (Deux), regia di Filippo Meneghetti (Francia)

### Miglior canzone
- Speak Now – Quella notte a Miami... (One Night in Miami...)
- Everybody Cries – The Outpost
- Fight for You – Judas and the Black Messiah
- Husavik (My Home Town) – Eurovision Song Contest - La storia dei Fire Saga (Eurovision Song Contest: The Story of Fire Saga)
- Io sì (Seen) – La vita davanti a sé
- Tigress & Tweed – The United States vs. Billie Holiday

### Miglior colonna sonora
- Trent Reznor, Atticus Ross e Jon Batiste – Soul
- Alexandre Desplat – The Midnight Sky
- Ludwig Göransson – Tenet
- James Newton Howard – Notizie dal mondo (News of the World)
- Emile Mosseri – Minari
- Trent Reznor e Atticus Ross – Mank

### #SeeHer Award
- Zendaya[3]

## Premi per la televisione

### Miglior serie drammatica
- The Crown
- Better Call Saul
- The Good Fight
- Lovecraft Country - La terra dei demoni (Lovecraft Country)
- The Mandalorian
- Ozark
- Perry Mason
- This Is Us

### Miglior attore protagonista in una serie drammatica
- Josh O'Connor - The Crown
- Jason Bateman - Ozark
- Sterling K. Brown - This Is Us
- Jonathan Majors - Lovecraft Country - La terra dei demoni (Lovecraft Country)
- Bob Odenkirk - Better Call Saul
- Matthew Rhys - Perry Mason

### Miglior attrice protagonista in una serie drammatica
- Emma Corrin - The Crown
- Christine Baranski - The Good Fight
- Olivia Colman - The Crown
- Claire Danes - Homeland - Caccia alla spia (Homeland)
- Laura Linney - Ozark
- Jurnee Smollett - Lovecraft Country - La terra dei demoni (Lovecraft Country)

### Miglior attore non protagonista in una serie drammatica
- Michael K. Williams - Lovecraft Country - La terra dei demoni (Lovecraft Country)
- Jonathan Banks - Better Call Saul
- Justin Hartley - This Is Us
- John Lithgow - Perry Mason
- Tobias Menzies - The Crown
- Tom Pelphrey - Ozark

### Miglior attrice non protagonista in una serie drammatica
- Gillian Anderson - The Crown
- Cynthia Erivo - The Outsider
- Julia Garner - Ozark
- Janet McTeer - Ozark
- Wunmi Mosaku - Lovecraft Country - La terra dei demoni (Lovecraft Country)
- Rhea Seehorn - Better Call Saul

### Miglior serie commedia
- Ted Lasso
- Better Things
- L'assistente di volo - The Flight Attendant (The Flight Attendant)
- Mom
- PEN15
- Ramy
- Schitt's Creek
- What We Do in the Shadows

### Miglior attore protagonista in una serie commedia
- Jason Sudeikis - Ted Lasso
- Hank Azaria - Brockmire
- Matt Berry - What We Do in the Shadows
- Nicholas Hoult - The Great
- Eugene Levy - Schitt's Creek
- Ramy Youssef - Ramy

### Miglior attrice protagonista in una serie commedia
- Catherine O'Hara - Schitt's Creek
- Pamela Adlon - Better Things
- Christina Applegate - Amiche per la morte - Dead to Me (Dead to Me)
- Kaley Cuoco - L'assistente di volo - The Flight Attendant (The Flight Attendant)
- Natasia Demetriou - What We Do in the Shadows
- Issa Rae - Insecure

### Miglior attore non protagonista in una serie commedia
- Daniel Levy - Schitt's Creek
- William Fichtner - Mom
- Harvey Guillén - What We Do in the Shadows
- Alex Newell - Lo straordinario mondo di Zoey (Zoey's Extraordinary Playlist)
- Mark Proksch - What We Do in the Shadows
- Andrew Rannells - Black Monday

### Miglior attrice non protagonista in una serie commedia
- Hannah Waddingham - Ted Lasso
- Lecy Goranson - The Conners
- Rita Moreno - Giorno per giorno (One Day at a Time)
- Annie Murphy - Schitt's Creek
- Ashley Park - Emily in Paris
- Jaime Pressly - Mom

### Miglior miniserie o serie limitata
- La regina degli scacchi (The Queen's Gambit)
- I May Destroy You
- Mrs. America
- Normal People
- Il complotto contro l'America (The Plot Against America)
- Small Axe
- The Undoing - Le verità non dette (The Undoing)
- Unorthodox

### Miglior film per la televisione
- Hamilton, regia di Thomas Kail
- Bad Education, regia di Cory Finley
- Between the World and Me, regia di Kamilah Forbes
- The Clark Sisters: First Ladies of Gospel, regia di Christine Swanson
- Sylvie's Love, regia di Eugene Ashe
- What the Constitution Means to Me, regia di Marielle Heller

### Miglior attore protagonista in una miniserie, serie limitata o film per la televisione
- John Boyega - Small Axe
- Hugh Grant - The Undoing - Le verità non dette (The Undoing)
- Paul Mescal - Normal People
- Chris Rock - Fargo
- Mark Ruffalo - Un volto, due destini - I Know This Much Is True (I Know This Much Is True)
- Morgan Spector - Il complotto contro l'America (The Plot Against America)

### Miglior attrice protagonista in una miniserie, serie limitata o film per la televisione
- Anya Taylor-Joy - La regina degli scacchi (The Queen's Gambit)
- Cate Blanchett - Mrs. America
- Michaela Coel - I May Destroy You
- Daisy Edgar-Jones - Normal People
- Shira Haas - Unorthodox
- Tessa Thompson - Sylvie's Love

### Miglior attore non protagonista in una miniserie, serie limitata o film per la televisione
- Donald Sutherland - The Undoing - Le verità non dette (The Undoing)
- Daveed Diggs - The Good Lord Bird - La storia di John Brown (The Good Lord Bird)
- Joshua Caleb Johnson - The Good Lord Bird - La storia di John Brown (The Good Lord Bird)
- Dylan McDermott - Hollywood
- Glynn Turman - Fargo
- John Turturro - Il complotto contro l'America (The Plot Against America)

### Miglior attrice non protagonista in una miniserie, serie limitata o film per la televisione
- Uzo Aduba - Mrs. America
- Betsy Brandt - Soulmates
- Marielle Heller - La regina degli scacchi (The Queen's Gambit)
- Margo Martindale - Mrs. America
- Winona Ryder - Il complotto contro l'America (The Plot Against America)
- Tracey Ullman - Mrs. America